# تايا فالكيري
تايا فالكيري (بالفرنسية: Taya Valkyrie)‏ هي مصارِعة كندية محترفة، ولدت في فكتوريا ، كولومبيا البريطانية (22 أكتوبر 1983م).

## وصلات خارجية
- تايا فالكيري على موقع IMDb (الإنجليزية)
- تايا فالكيري على موقع دبليو دبليو إي (الإنجليزية)
- تايا فالكيري على موقع WrestlingData.com (الإنجليزية)
- تايا فالكيري على موقع CageMatch worker (الإنجليزية)
- تايا فالكيري على موقع قاعدة بيانات المصارعة على الإنترنت (الإنجليزية)
- تايا فالكيري على موقع عالم المصارعة على الإنترنت (الإنجليزية)
- تايا فالكيري على موقع عالم المصارعة على الإنترنت (الإنجليزية)

- تايا فالكيري في قاعدة بيانات الأفلام على الإنترنت